# Bevölkerungsaustausch auf Zypern 1975
Der Bevölkerungsaustausch auf Zypern (griechisch Συμφωνία Κύπρος Ανταλλαγής Πληθυσμών, türkisch Kıbrıs Nüfus Mübadelesi Antlaşması) war eine Umsiedlung im Jahre 1975, die nach dem Einmarsch der türkischen Streitkräfte 1974 stattfand. Sie leitete auf Vorschlag der Vereinten Nationen die bereits vorangegangene Vertreibung in geregelte Bahnen und betraf die türkischen Bürger in der Republik Zypern und die griechischen Bürger im nördlichen Türkischen Föderativstaat von Zypern. Der Bevölkerungsaustausch erfolgte nach ethnischen Kriterien.

## Vertreibungen
Am 20. Juli 1974 landeten türkische Streitkräfte östlich von Kyrenia (Girne) und begannen die Operation Atilla. Die Truppen rückten jedoch nur langsam vor, so dass die ansässigen Zyperngriechen größtenteils fliehen konnten. 
Nach dem türkischen Einmarsch im Jahre 1974 wanderten insgesamt 162.000 Zyperngriechen vom Norden in den Süden, 65.000 Zyperntürken hingegen vom Süden in den Norden.

## Abkommen
In der dritten Runde der Wiener Gespräche kamen beide Konfliktparteien zu einer Einigung. Das Abkommen wurde von Glafkos Klerides im Namen der Zyperngriechen und von Rauf Denktaş im Namen der Zyperntürken unterschrieben. 
Das Abkommen bestand aus fünf Punkten:
1. Den Zyperntürken, die gegenwärtig im Süden der Insel sind, ist erlaubt, falls sie wollen, mit ihrem Hab und Gut in den Norden zu siedeln unter einem organisierten Programm und mit Unterstützung der UNFICYP.
2. Herr Denktaş (Rauf Denktaş) bekräftigt, und akzeptiert, dass es den Zyperngriechen, die gegenwärtig im Norden sind, erlaubt ist, zu bleiben und dass sie jede Hilfe bekommen, um ein normales Leben zu führen, einschließlich der Einrichtung von Einrichtungen für Bildung und freie Religionsausübung, sowie medizinische Versorgung von ihren eigenen Ärzten und Bewegungsfreiheit im Norden.
3. Den Zyperngriechen, die gegenwärtig nach ihrem eigenen Willen im Norden sind, ohne dass jegliche Art von Druck ausgeübt wurde, und in den Süden siedeln wollen, wird dieses gestattet.
4. Die UNFICYP wird einen freien und normalen Zugang zu zyperngriechischen Dörfern und Orten im Norden haben.
5. Im Zusammenhang mit der Durchführung der oben genannten Vereinbarung wird die Priorität auf die Zusammenführung von Familien gelegt, die auch die Übersiedlung einer Reihe von Zyperngriechen beinhalten kann, die derzeit im Süden sind und in den Norden wollen.